# Nagori Bosar
Nagori Bosar is een bestuurslaag in het regentschap Simalungun van de provincie Noord-Sumatra, Indonesië. Nagori Bosar telt 4857 inwoners (volkstelling 2010).